# Grasleitenpasshütte
Die Grasleitenpasshütte (italienisch Rifugio Passo Principe) ist eine private Berghütte an der Grenze zwischen den italienischen Provinzen Bozen – Südtirol und Trient, in der Rosengartengruppe, an der Grenze des Naturparks Schlern-Rosengarten (Welterbe Dolomiten). Die Hütte liegt auf 2601 m s.l.m. am namensgebenden Grasleitenpass zwischen Rosengartenspitze und Kesselkogel, der höchsten Erhebung des Rosengartens.
In der Nähe der Grasleitenpasshütte liegen die Grasleitenhütte, das Tierser-Alpl-Hütte (Tiers) und die Vajolet-Hütte (Pozza di Fassa).

## Geschichte
Die Grasleitenpasshütte wurde von Franz Kofler 1952 gebaut und 2005 von Sergio und Daniele Rosi erworben. Diese haben darauf die fünfzig Jahre alte Holzkonstruktion durch eine neue am selben Ort ersetzt (2006–2007) und führen seither die Berghütte selbst.
Während die erste Hütte im Tal hergestellt und am Pass nur mehr zusammengestellt wurde, wurde die neue Hütte direkt vor Ort errichtet, was auch die längere Bauzeit erklärt.

## Öffnungszeiten
Die Grasleitenpasshütte ist im Winter an den Wochenenden im März und April geöffnet, wenn die Lawinengefahr gering oder mäßig ist. Im Sommer ist sie von Ende Mai bis Mitte Oktober geöffnet, wenn früher Schneefall nicht die Zugangswege blockiert.

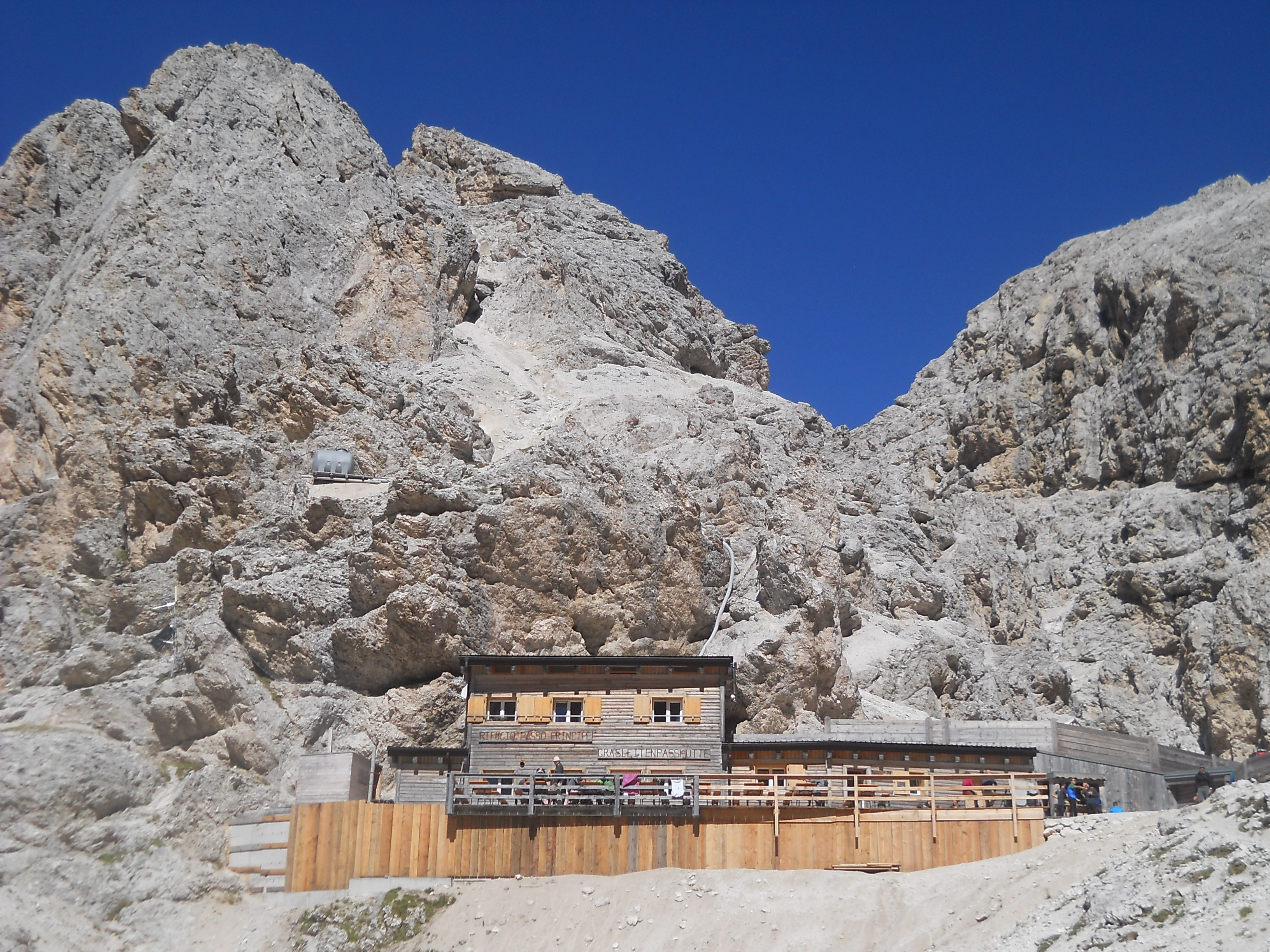
Grasleitenpasshütte (Rosengarten) im Jahr 2017